# Баклан строкатий
Баклан строкатий (Microcarbo melanoleucos) — вид сулоподібних птахів родини бакланових (Phalacrocoracidae).

## Поширення
Вид поширений в Малайзії, Індонезії, Новій Гвінеї, Австралії, Новій Зеландії, на островах на заході Океанії та на деяких субантарктичних островах. Вид широко поширений і мешкає поблизу водойм, таких як болота, озера, лагуни, лимани та морське узбережжя.

## Опис
Тіло завдовжки 56–58 см, має дзьоб 3- сантиметровий дзьоб та великий чуб на голові. Верхня частина тіла чорна з зеленкуватим відтінком, нижня частина - біла. Трапляється меланістична форма. У меланістів все оперення чорне з зеленуватим відтінком, за винятком боків голови, підборіддя, горла та верхньої частини шиї. Дзьоб жовтий (у меланістів з чорним верхом). Ноги чорні.

## Спосіб життя
Птах живиться рибою і безхребетними, яких він ловить в дрібних прибережних водах і серед водоростей. Будує гніздо з водоростей, гілок, кісток і трави. Гніздо, як правило, будується на височині, такій як скелі, дерева або штучні споруди, але може бути побудоване і на землі.

## Підвиди
- M. m. melanoleucos (Vieillot, 1817), Індонезія, Нова Гвінея, Австралія.
- M. m. brevicauda (Mayr, 1931), ендемік острова Реннелл на Соломонових островах.
- M. m. brevirostris (Gould, 1837),  мешкає по всій Новій Зеландії і регулярно зустрічається на субантарктичних островах.